# Friedrich Piel
Friedrich Piel (* 3. Januar 1931 in Dortmund; † 24. August 2016) war ein deutscher Kunsthistoriker und Universitätsprofessor.

## Leben
Piel wurde als Sohn von Heinrich Piel und Christine, geb. Röscheisen geboren. Piel legte sein Abitur 1952 am Staatlichen Gymnasium Dortmund ab. Von 1952 bis 1953 studierte er an der Albert-Ludwigs-Universität Freiburg Kunstgeschichte, Philosophie und Psychologie, ab 1953 Kunstgeschichte, Archäologie und Geschichtliche Hilfswissenschaften an der Ludwig-Maximilians-Universität München. Hier wurde er 1958 von Hans Sedlmayr mit der Dissertation über Die Ornament-Grotteske in der italienischen Renaissance. Zu ihrer kategorialen Struktur und Entstehung promoviert. 
Von 1958 bis 1960 war Piel wissenschaftlicher Volontär bei den Staatlichen Museen in München (Bayerische Staatsgemäldesammlungen, Bayerisches Nationalmuseum, Staatliche Graphische Sammlung), 1960 bis Ende 1961 bearbeitete er den Band Baden-Württemberg des Dehio-Handbuch der deutschen Kunstdenkmäler (im Druck 1964). In den Jahren 1962 bis 1968 war er Wissenschaftlicher Assistent mit einem Lehrauftrag für Historische Technologie der Künste an der Ludwig-Maximilians-Universität München, wo er sich 1969 für das Fach Mittlere und Neuere Kunstgeschichte mit einer Schrift über Die Bildvalenz der Nischenfigur in der Alten Welt und im Mittelalter habilitierte. Bis 1989 lehrte Piel als Universitätsprofessor an der LMU, 1990 folgte er dem Ruf als  Ordinarius für Mittlere und Neuere Kunstgeschichte an die Universität Salzburg. Seit seiner Emeritierung 1999 lebte er in Niederbayern. Neben seiner Professur an der LMU nahm er 1968 bis 1983 einen Lehrauftrag für Kunstgeschichte, unter besonderer Berücksichtigung ihrer Methoden an der Akademie der Bildenden Künste München wahr.
Piel war Neffe und Erbe des Malers Willi Röscheisen (1906–1972), dessen Nachlass er seit 1978 verwaltete. Aus seiner ersten Ehe hatte Piel zwei Töchter. In zweiter Ehe war er seit 1984 mit der Kunsthistorikerin Renate Piel verheiratet.

## Forschungsschwerpunkte
Piels Interessen galten insbesondere der Geschichte und Theorie seines Fachs, der Bild- und Gestaltungsproblematik und der Semiotik; einer Theorie der kunsthistorischen Technologie, der Ornamentgeschichte, der Kunst der italienischen Renaissance, des Manierismus und des Barock, und der zeitgenössischen Bildnerei.
Piel wurde bekannt durch Schriften zur Kunst Albrecht Dürers und zur Tavola Doria. In mehreren Publikationen der Jahre 1989, 1994 und 1995 legte er dar, dass dieses Gemälde ein eigenhändiges Werk Leonardo da Vincis ist, das 1503–1505 als Modello zur Schlacht von Anghiari entstand. 1990 authentifizierte er ein im Dreißigjährigen Krieg nach Schweden gelangtes Gemälde als Werk Albrecht Altdorfers (seit 1991 im Tokyo Fuji Art Museum). Eingehend befasste er sich mit der Kunst der Maler Frans Hals, Anthonis van Dyck und Philipp Otto Runge, und mit Künstlern des 20. Jahrhunderts und der Gegenwart (vgl. Literatur). Bemerkenswert ist Piels Engagement für die Neubearbeitung des Dehio-Handbuchs der deutschen Kunstdenkmäler: 1960–1962 Baden-Württemberg (publ. München 1964), ab 1968 Mittelfranken und Oberfranken (publ. München 1974).
Auf Empfehlung des japanischen Philosophen Masao Yamamoto wurde Piel 1981 von der Japan Foundation zu Vorlesungen an Universitäten und Akademien in Tokio, Kyoto, Kanazawa und Hiroshima eingeladen. 1986 organisierte er in München Ausstellungen der Sammlungen des amerikanischen Architekten Ian Woodner NY: Im Haus der Kunst [„Meisterzeichnungen aus sechs Jahrhunderten“], im Museum Villa Stuck Odilon Redon; [„Kathedralskulptur“ und „Ian Woodner als Maler“].
Piel unternahm Studienreisen in die meisten europäischen Länder, nach Israel, Japan und Korea, in die Vereinigten Staaten und, ab 1989, in die Sowjetunion respektive Russische Föderation.
Zu seinem achtzigsten Geburtstag widmeten ihm Schüler und Kollegen eine von Adrian von Buttlar herausgegebene Schrift, die unter dem Titel Bunter Strauß der Erinnerungen als Privatdruck in kleiner Auflage erschien.